# Johan Liebert
Johan Liebert (ヨハン・リーベルト, Rīberuto Yohan?) é um personagem fictício da série de mangá e anime Monster, escrito e ilustrado pelo aclamado mangaká Naoki Urasawa. É considerado o maior vilão dos mangás e animes.
Johan é o "Monstro" (Monster) referenciado no título da obra, que é, simultaneamente, o protagonista e o antagonista. É a brilhante, manipuladora e fria mente criminosa, que puxa as cordas dos eventos narrados ao decorrer da trama e funciona como o motor dramático.
No ranking de 2014, feito pelo IGN, ele foi posicionado em 1º lugar como o maior vilão da história dos animes quase que de maneira unânime. 

## A aparência e o caráter
Com olhos de gelo e boa aparência, é equipado com uma mente brilhante, e parece sempre saber alguma coisa das pessoas que conhece, aproveitando-se de suas fraquezas, e levando-as ao suicídio. Ele não tem pena nem mesmo para com as crianças, e as razões que o leva a agir de tal maneira são desconhecidas.
É um manipulador, um sádico, um gênio do mal, mas, acima de tudo, um demônio quase imbatível, pois ele representa um mal absoluto para ser derrotado de forma definitiva. E mesmo não possuindo poderes, é simplesmente sua mente que excede a normalidade da inteligência humana. É como se, inconscientemente, ao fazer o mal, buscasse respostas significativas com relação à sua própria existência.
Com um rosto angelical, é carismático, inteligente e influente. Liebert é um daqueles personagens que, à primeira vista, não parece ser danoso, mas uma análise mais profunda revela uma mentalidade sombria e obscura. Para ele, qualquer um que cruze seu caminho é uma vítima em potencial. Suas maiores habilidades é a de criar, apenas com o poder de sua influência, uma legião de cúmplices prontos para o ajudar em qualquer momento e até mesmo para dar a vida por ele. Um inimigo terrível, e extremamente fugaz.
O criador da obra, Naoki Urasawa, deixa claro que queria usar o arquétipo do Anticristo, a fim de transmitir aspectos do "sobrenatural" de Johan, que, obviamente, não são sobrenaturais. E este fato contribui para que ele se torne um dos personagens mais realistas e críveis de toda a obra, pois nenhuma das barbaridades que faz envolve ou depende do sobrenatural, fazendo com que seja uma figura ainda mais aterrorizante e misteriosa.
É considerado pela maioria dos fãs e críticos o melhor personagem vilão da história dos mangás e animes. Uma das muitas razões é que apenas o fato de ele ser um personagem assustadoramente realista, devido à caracterização impecável e profundidade dada ao personagem, faz com que ele seja um dos mais populares, aclamados e lendários antagonistas de todos os tempos.

## História

### Passado
Com o avançar da história, descobriu-se que Johan Liebert não era seu nome verdadeiro,. Ele foi confiado várias vezes a várias famílias, antes disso ele foi convidado de um orfanato (511 Kinderheim) no qual as crianças foram submetidas a experimentos de mudança de personalidade. Com sua habilidade persuasiva, ele conseguiu garantir que todas as pessoas que estavam no orfanato (crianças e vários atendentes) se matassem, sendo ele um dos poucos sobreviventes.
Algum tempo depois, ele e sua irmã acabam sendo adotados por um rico casal alemão, mas ele acaba matando seus pais adotivos e sendo baleado por sua irmã, que foi influenciada pelo próprio. Precisando de uma operação, Johan chega ao hospital e é operado pelo Doutor Tenma, que era considerado um gênio no hospital e um dos melhores cirurgiões da Alemanha. A cirurgia ocorre bem e Johan foge do hospital, matando dois funcionários do estabelecimento.

### Presente
Anos mais tarde, na data do aniversário de sua irmã, Johan volta para cidade na tentativa de levá-la junto com ele.

Então ele passa a viajar por várias cidades, procurando sempre fazer o maior número de vítimas possível, enquanto Tenma, que passou a ser acusado de crimes que não cometeu, dedica sua vida para encontrá-lo.